# Dode hand (belasting)
De dode hand was in de middeleeuwen een belasting die door de heer geheven werd bij het overlijden van een horige. De horige kon in tegenstelling tot de lijfeigene bezittingen hebben. Oorspronkelijk werd alle privébezit dat de horige tijdens zijn leven verworven had aan de heer overgedragen. De heren wilden hiermee vermijden dat bezittingen aanwezig op zijn domein in vreemde handen terechtkwamen.
Dit type van belasting had zijn oorsprong in het leenstelsel. Het was in principe aan de leenman niet toegestaan om het domein dat hij in leen had over te dragen op zijn erfgenamen. Die erfgenamen hadden daarvoor de toestemming van de leenheer nodig en normaal stond daar de betaling van een erfrecht tegenover.
Vanaf de twaalfde eeuw werd deze belasting versoepeld en werd er een roerend goed door de heer gekozen: de keurmede. Het systeem van de dode hand werd toen vervangen door het recht op de keuze van het beste katteel uit de nalatenschap. Uiteindelijk evolueerde de dode hand tot een soort successierecht, de sterfkeur, dat door de heer geheven werd.
De heren verleenden soms een speciaal statuut aan bepaalde horigen waarbij onder meer het recht op de dode hand werd afgestaan, een bekend voorbeeld hiervan zijn de meiseniers in Brabant. Ook de poorters in de opkomende steden werden stilaan vrijgesteld van het recht van de dode hand. Een voorbeeld hiervan is het charter dat Godfried III in 1168 aan de stad Tienen verleende waarin dit vastgelegd werd.